# 1958 dans les chemins de fer
Chronologie des chemins de fer
1957 dans les chemins de fer - 1958 - 1959 dans les chemins de fer

## Évènements

### Juin
- 1er juin, Italie-Suisse : mise en service du TEE Lemano entre Milan et Genève.